# West Toodyay
West Toodyay, ook wel Old Toodyay genoemd, is een plaats in de regio Wheatbelt in West-Australië. Het ligt in de vallei van de rivier de Avon.

## Geschiedenis
Ten tijde van de Europese kolonisatie leefden de Ballardong Nyungah in de vallei van de rivier de Avon. De Aborigines noemden de plaats 'Duidgee' wat vermoedelijk "plaats van overvloed" of "plaats van mist" betekende. De plaatsnaam Toodyay zou van 'Duidgee' zijn afgeleid. Volgens een andere bron werd de plaatsnaam afgeleid van Toodyeep, de naam van de vrouw van Robert Dales aboriginesgids Coondebung.
Het was Robert Dale die in 1830 als eerste Europeaan de vallei van de Avon ontdekte en verkende. Zijn verslagen getuigden over vruchtbaar land en degelijke watervoorraden. De daarop volgende jaren palmden Europese kolonisten grondgebied langs de Avon in. James Drummond, kapitein Francis Whitfield en familieleden van Alexander Anderson trokken in 1836 vanuit Guildford naar de vallei van de Avon, met een Nyungah-gids die Babbing heette. Ze ontdekten een mooie vallei die volgens Babbing 'Duidgee' werd genoemd. Er ontstond een plaatsje dat de naam Toodyay kreeg, met een aantal private en overheidsgebouwen. Het lag in een bocht van de Avon maar overstroomde regelmatig.
In de jaren 1850 telde Toodyay drie herbergen en twee scholen.  Wegens een tekort aan landarbeiders werden in die tijd Britse gevangenen naar West-Australië overgebracht. Vijf kilometer stroomopwaarts van Toodyay, op de tegenoverliggende oever van de Avon, werd een gevangenendepot gebouwd. Toen landmeters in 1859 Toodyay opmaten met het oog op uitbreiding vond er weer een overstroming plaats. Er werd beslist om Toodyay te verhuizen tot naast het gevangenendepot. Het nieuwe plaatsje werd in 1860 opgemeten en Newcastle genoemd. Het gevangenendepot sloot in 1872.
Om verwarring met Newcastle in New South Wales te vermijden, veranderde het West-Australische Newcastle in 1910 officieel van naam en werd Toodyay. Het oude Toodyay werd herdoopt tot West Toodyay.

## Beschrijving
West Toodyay maakt deel uit van het lokale bestuursgebied (LGA) Shire of Toodyay.
In 2021 telde het 497 inwoners, tegenover 409 in 2006.

## Toerisme
Het natuurreservaat 'Rugged Hills Nature Reserve' grenst aan West Toodyay. Er ligt een 8 kilometer lange wandeling met picknickplaatsen.

## Transport
West Toodyay ligt 90 kilometer ten noordoosten van de West-Australische hoofdstad Perth, 35 kilometer ten noordwesten van het aan de Great Eastern Highway gelegen Northam en 8 kilometer ten noorden van Toodyay, de hoofdplaats van het lokale bestuursgebied waarvan het deel uitmaakt.
West Toodyay ligt langs het Perth Metro-netwerk van Arc Infrastructure.